# 염기

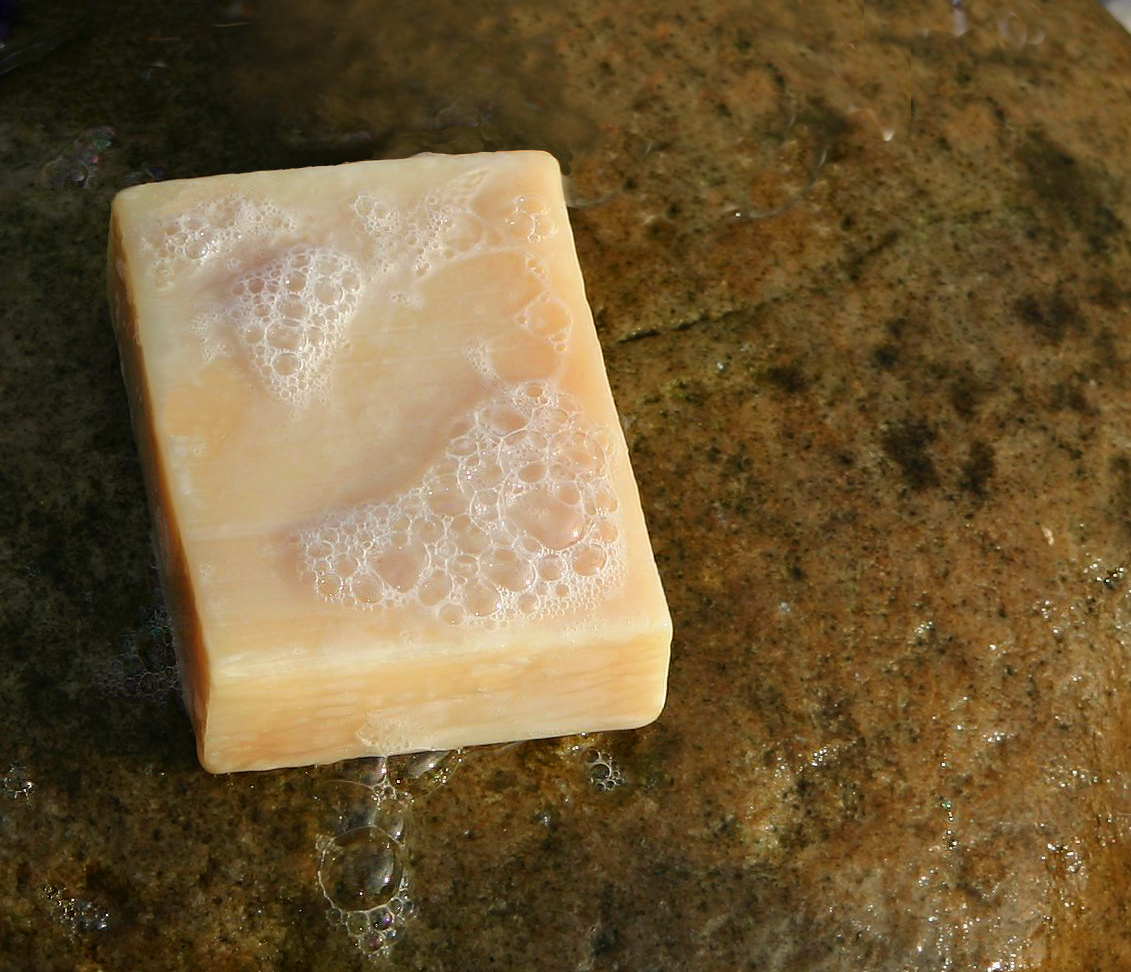
비누는 지방산과 수산화 나트륨 혹은 수산화 칼륨과의 반응으로 생성된 약염기 물질이다.

염기(鹽基, base)는 산(acid)과 반응하는 물질로, 아레니우스(Arrhenius) 염기, 브뢴스테드(Brønsted) 염기, 그리고 루이스(Lewis) 염기의 세 가지 정의방법을 따른다. 세 정의 모두 18세기 중엽 G.-F. 루엘(G.-F. Rouelle)에에 의해 제안된 염기가 산과 반응하는 물질이라는 기본 개념에는 동의한다.
1884년 스반테 아레니우스는 염기를 수용액에서 수산화 이온(OH⁻)을 생성하는 물질로 정의하였다. 이러한 수산화 이온은 산에서 유래한 수소 이온(H⁺)과 반응하여 물을 생성한다. 따라서, 아레니우스 염기는 일반적으로 수산화나트륨(NaOH)이나 수산화칼슘(Ca(OH)₂)과 같은 금속 수산화물이다. 아레니우스 염기는 미끄럽고 쓴맛을 가지며, pH 지시약의 색을 변화시킨다. OH⁻ 이온을 완전히 방출하는 가용성 염기는 알칼리라고 불린다. 산과 염기의 반응은 물과 염(salt)을 생성하는데 이를 중화 반응이라 한다.
1923년, 브뢴스테드와 로우리(Lowry)는 염기를 양성자(H⁺)를 받아들이는 물질로 정의하는 브뢴스테드-로우리 산염기 이론을 제안하였다. 이 정의는 아레니우스 염기보다 확장된 개념으로, OH⁻ 이온 없이도 양성자를 받을 수 있는 물질을 포함한다. 일례로 암모니아(NH₃)나 아민류 유기 화합물은 OH⁻ 이온이 없음에도 물과 반응하여 수산화 이온 농도를 증가시킨다. 액체 암모니아에서는 암모늄 이온(NH₄⁺)이 산성 종, 아마이드 이온(NH₂⁻)**이 염기성 종으로 작용한다.
길버트 뉴턴 루이스는 염기를 염기가 가지고 있는 비공유 전자쌍을 이용해 전자쌍 수용자와 공유 결합을 형성하는 전자쌍 제공자로 정의하였다. 일례로, 암모니아는 질소 원자의 비공유 전자쌍을 이용해 양성자(H⁺)와 결합할 수 있고, 삼플루오르화 붕소(BF₃)와 같은 물질은 전자쌍 수용자로 작용한다. 루이스 이론은 양성자(H⁺)가 아닌 다른 물질도 염기와 반응할 수 있다는 점에서 가장 확장된 일반적 정의이다.

## 성질
대부분의 염기는 금속 산화물이다. 염기는 전해질이며 대체로 쓴맛이 나고, 손에 닿으면 단백질을 녹이는 성질 때문에 미끈거린다. 염기 물질은 보통 수소이온지수가 7 이상이다.
대표적인 염기는 강한 염기로 수산화 나트륨(NaOH), 수산화 칼륨(KOH), 수산화 칼슘(Ca(OH)2) 등이 있고, 약한 염기로 암모니아수(NH4OH), 수산화 마그네슘 (Mg(OH)2)이 있다.

## 정의

### 아레니우스의 정의
스반테 아레니우스는 물에 녹아서 수산화 이온 OH−과 양이온 H+으로 전리되는 물질을 염기(base)라고 정의하였다.

### 브뢴스테드-로우리의 정의
브뢴스테드는 염기를 산-염기 반응에서 양성자(수소이온)을 받아들이는 분자 또는 이온이라고 정의하였다.

### 루이스의 정의
루이스는 염기가 고립 전자쌍을 주는 화학종이라고 정의하였다. 아레니우스가 정의한 산과 염기도 루이스의 정의로 설명할 수 있다.
루이스의 정의는 매우 포괄적인 정의라고 할 수 있지만, 모든 산과 염기 이론을 설명할 수 있는 것으로 오해할 수 있다. 브뢴스테드-로우리 정의로 설명할 수 있었던 산 물질이 루이스 정의에서는 염기로 작용할 수 있다. 따라서 브뢴스테드-로우리 정의에 의한 산과 염기가 모두 루이스 산이나 루이스 염기가 될 수 있는 것은 아니다. 대표적인 예로 물은 브뢴스테드-로우리의 정의에 의해 산과 염기로 모두 작용할 수 있지만 루이스의 정의에 의한다면 물 자체는 루이스 염기로만 작용할 수 있다.
- 루이스 산: 삼플루오르화 붕소 등
- 루이스 염기: 물 등

## 같이 보기
- 산-염기 반응
- 산 (화학)
- 적정 (과학)